# She Wasn't a Guy
She Wasn't a Guy (気になってる人が男じゃなかった, Ki ni Natteru Hito ga Otoko Janakatta) est un manga écrit et dessiné par Sumiko Arai. Originellement, il s'agit d'une série courte publiée sur le compte Twitter de Arai de juillet à septembre 2021. La série est ensuite publiée de façon hebdomadaire depuis avril 2022 avant d'être publiée depuis avril 2023 dans le magazine en ligne Pixiv Comic de l'éditeur Kadokawa Shoten. La version française sera éditée par Mangetsu à partir de juin 2024.

## Synopsis
Aya, une lycéenne passionnée par le rock, tombe sous le charme de son disquaire. Ce dernier dissimule son visage, ce qui le rend mystérieux.  Partageant la même passion, les deux personnages se rapprochent sans qu'Aya sache qu'elle connait déjà le vendeur. En effet, il s'agit de Mitsuki, sa voisine de classe connue pour sa discrétion. Quand Aya réalise que son partenaire est une fille, elle va devoir faire un choix.

## Personnages
Aya Oosawa (大沢あや, Ōsawa Aya)
Voix japonaise : Akari Kitō (ja) (Drama CD)
Une lycéenne populaire s'intéresse à la musique rock. Aya tombe amoureuse de son disquaire sans savoir qu'il s'agit en réalité de Mitsuki, sa camarade de classe.
Mitsuki Koga (古賀みつき, Koga Mitsuki)
Voix japonaise : Mariya Ise (Drama CD)
Une lycéenne et camarade de classe d'Aya qui s'intéresse également à la musique rock et travaille à temps partiel à une boutique de disques. Pour maintenir son anonymat pendant le travail, Mitsuki porte des vêtements unisexes, un masque facial et des lentilles de contact à la place de ses lunettes et de son uniforme scolaire, ce qui fait qu'elle est souvent confondue avec un garçon. Elle est surnommée par Aya et ses amis Onii-san (おにーさん). Après qu'Aya soit tombée amoureuse de son identité de disquaire, Mitsuki prend des mesures pour qu'Aya ne la reconnaisse pas.
Joe (ジョー, Jō)
Voix japonaise : Kenjiro Tsuda (ja) (Drama CD)
L'oncle de Mitsuki qui gère le magasin de disques et lui sert de tuteur parental.
Megumu Narita (成田恵, Narita Megumu)
Voix japonaise : Tasuku Hatanaka (ja) (Drama CD)
Un camarade de classe d'Aya et Mitsuki qui a été le premier à deviner la vraie identité de disquaire. En effet, il remarque des similitudes entre le vendeur de disques et Mitsuki.
Chizuru (ちづる)
Voix japonaise : Erina Koga (ja) (Drama CD)
Une amie et camarade de classe d'Aya.
Mao (まお)
Voix japonaise : Nene Hieda (ja) (Drama CD)
Une autre amie et camarade de classe d'Aya.
Kanna (カンナ)
L'ex-petite amie de Joe et connaissance de Mitsuki qui a déménagé à Los Angeles.

## Production
Dans une interview avec Shuko Yokoi, Sumiko Arai explique que le concept de She Wasn't a Guy est né de son attirance pour les histoires d'individus d'horizons différents se connectant et voulait raconter une histoire sur les filles. Elle a donc dessiné des nouvelles sans dialogue qui sont publiées sur Twitter, car Arai pensait que cela pouvait faire écho auprès des lecteurs internationaux. L'une de ces nouvelles, mise en ligne entre juillet et septembre 2021, a servi d'inspiration à la série.
Étant donné que Twitter n'autorise que quatre images par tweet, les chapitres de la série étaient limités à quatre pages. En conséquence, les interactions d'Aya et Mitsuki devaient être décrites de manière concise. L'éditeur de la série a fait remarquer que les visages des personnages sont illustrés de manière suffisamment détaillée pour comprendre l'histoire sans dialogue, ce qui a rendu la série plus accessible aux utilisateurs non japonais de Twitter. Arai a indiqué que la couleur jaune-vert qui complète les illustrations en noir et blanc est un ajout tardif avant le téléchargement du premier chapitre.

## Publication
She Wasn't a Guy est écrit et dessiné par Sumiko Arai. Originellement, il s'agit d'une série courte publiée sur le compte Twitter de Arai de juillet à septembre 2021. La série est ensuite publiée de façon hebdomadaire depuis le 10 avril 2022 avant d'être publiée depuis le 29 avril 2023 dans le magazine en ligne Pixiv Comic de l'éditeur Kadokawa Shoten. La série est ensuite publiée sous format tankōbon à partir du 19 avril 2023. Le 20 février 2025, trois volumes ont été publiés au Japon.
En septembre 2023, Mangetsu annonce la publication de la version française avec le premier tome le 26 juin 2024.

### Liste des volumes
| no | Japonais        | Japonais          | Français       | Français          |
| no | Date de sortie  | ISBN              | Date de sortie | ISBN              |
| -- | --------------- | ----------------- | -------------- | ----------------- |
| 1  | 19 avril 2023   | 978-4-04-681732-7 | 26 juin 2024   | 978-2-38281-775-9 |
| 2  | 27 février 2024 | 978-4-04-683173-6 | 9 octobre 2024 | 978-2-38-281863-3 |
| 3  | 20 février 2025 | 978-4-04-684257-2 | 2 juillet 2025 | 978-2-38-281723-0 |

## Autres médias
Apple Music et Spotify ont publié une liste de lecture officielle contenant des chansons que Mitsuki et Aya écoutent tout au long de la série.
Un magasin éphémère vendant des produits de la série a été ouvert à Ikebukuro du 15 au 24 et à Nagoya du 30 au 9 octobre 2023.
Une adaptation dramatique sur CD est sortie le 27 mars 2024.

## Réception
Le premier volume s'est vendu à 150 000 exemplaires une semaine après sa sortie. En septembre 2023, la série comptait 200 000 exemplaires en circulation.
La série a été classée première au Next Manga Awards 2023 dans la catégorie manga web. La série s'est classée deuxième sur la liste du « Livre de l'année » 2023 du magazine Da Vinci. La série s'est classée deuxième dans la liste des meilleurs mangas de 2024 pour les lectrice sur Kono Manga ga sugoi! de Takarajimasha.
Un chroniqueur d'Animate Times a fait l'éloge de ce livre, en particulier de son utilisation de la couleur et de la progression de l'histoire. Momo Tachibana de Real Sound a fait l'éloge des personnages principaux et de leurs interactions, les décrivant comme compréhensibles. Erica Friedman a estimé que l'histoire n'était « pas la première du genre », mais qu'elle traitait mieux son sujet que des séries similaires. Friedman a également fait l'éloge du manga et de son utilisation du noir, du blanc et du vert.

### Œuvres
Édition japonaise
1. 1 2  (ja) « 気になってる人が男じゃなかった VOL.1 », sur Kadokawa Shoten (consulté le 30 mars 2024)
2. 1 2  (ja) « 気になってる人が男じゃなかった VOL.2 », sur Kadokawa Shoten (consulté le 30 mars 2024)
3. 1 2  (ja) « 気になってる人が男じゃなかった VOL.3 », sur Kadokawa Shoten (consulté le 9 février 2025)

Édition française
1. 1 2  « She Wasn't a Guy Vol.1 », sur Mangetsu (consulté le 30 mars 2024)
2. 1 2  « She Wasn't a Guy Vol.2 », sur Mangetsu (consulté le 21 juillet 2024)
3. 1 2  « She Wasn't a Guy Vol.3 », sur Mangetsu (consulté le 3 avril 2025)